# John Alexander Smith
John Alexander Smith (Dingwall, 21 de abril de 1863 – Oxford, 19 de diciembre de 1939) fue un filósofo idealista, académico del Balliol College, en Oxford, de 1869 a 1910, y profesor de Moral y de Metafísica en Waynflete. Tuvo una beca en el Magdalen College en la misma universidad entre 1910 y 1936.
Su educación inicial fue en la Inverness Academy, en la Universidad de Edimburgo y en el Balliol College, de la Universidad de Oxford, en la que fue admitido en 1884. Su mérito mayor consiste en haber trabajado con William David Ross en su comentario a Aristóteles, y por sus contribuciones en las Gifford Lectures entre 1929 y 1931 sobre "La herencia del idealismo", que él nunca publicó.